# Жемчужный горный вьюрок
Жемчужный горный вьюрок (лат. Leucosticte brandti) — вид птиц семейства вьюрковых. Выделяют семь подвидов. Встречается в Афганистане, Бутане, Китае, Индии, Казахстане, Мьянме, Непале, Пакистане, России, Таджикистане, Кыргызстане, Тибете и Туркменистане.

## Описание
Среднего размера птица длиной 16,5—19 см и массой от 26 до 34 г. Жемчужные горные вьюрки — стройные или крепко сложенные, светло-серые до черноватого с заостренным клювом, длинными крыльями и выемчатым хвостом.
У самца номинативного подвида, голова от тёмно-серой до серой, черноватая на лобной части и лице. Нижняя часть шеи и верхняя часть тела — светло-серые до серо-коричневых, с чёрными коричневыми полосами, нижняя часть спины и надхвостье светло-жемчужно-серые с красноватыми кончиками перьев, надхвостье более светлое или серое, верхние кроющие хвоста светло-серые, с более светлыми кончиками. Хвост — тёмно коричневый, все внешние перья обрамлены и имеют белёсые или белёсо-бежевые кончики. Малые кроющие покровы крыльев светло-серые, с бледно-розовыми или белыми кончиками, средние кроющие черноватые, с широкими светлыми краями. Горло и нижняя часть тела — серо-коричневые, с бежевым оттенком и более светлыми на нижних покровах хвоста. Радужка тёмно-коричневая. Клюв и ноги — чёрные. У самца вне сезона размножения голова до мантийной части и спины бежево-коричневая или желтовато-коричневая, черноватые кончики на лбу и макушке, широкие светлые бежевые края верхних кроющих, третичных перьев и кончиков летных перьев. Клюв — тёмно-коричневый с жёлтой основой.
Самка очень похожа на самца, но имеет менее яркое серое надхвостье с менее обширным розовым.
Молодая особь более светлая, более песочно-коричневая, чем взрослая. На голове и верхней части тела, имеет тёмно-коричневые центры перьев на мантии и спине, с надхвостьем и верхними покровами хвоста с легким оранжево-бежевым обрамлением, крылья и хвост обрамлены бежево-коричневым цветом, легкий розовый оттенок на малых кроющих. 

## Распространение, места обитания и биология
Летом гнездится на горных скалах и утёсах, бесплодных, безлесных плато, каменистых полях, каменистых альпийских лугах и высокогорных долинах, а также на обсыпных склонах, часто в болотистых районах или вдоль берегов ручьев. Зимой обитает в аналогичных местах или вокруг сельскохозяйственных угодий и на границах возделываемых земель на более низких высотах.

## Поведение
Оседлый и частично мигрирующий вид. Птицы, обитающие в высокогорных районах, после размножения спускаются в нижние предгорья, хотя многие остаются на высотах, если зима не особенно сурова.

### Песня
Песня — короткая и слабая трель, издаваемая в короткий период размножения. Позывка — громкое «twitt-twitt», «twee-ti-ti» или «peek-peek», часто подается в полёте и членами стаи. Позывки в полёте в основном «twee-ti-ti» или дислалическое «peek-peek», иногда в виде сухого «чириканья». Позывка тревоги — резкое «churr» или серия коротких сухих чириканий.

### Питание
В основном питается семенами и побегами мелких альпийских растений, а также некоторыми злаками, в том числе ячменём, взятым с залежных полей. Редко — ягодами можжевельника. Кормится на земле, часто по краю снеготаяния или на снежниках. Берёт плавающие семена с берегов высокогорных озер, также охотно садится на длинные травы, кусты, валуны и уступы.
Обильно питается в течение всего года, летом стаями до 60 особей, во внегнездовой период в большем количестве, до 1000 особей (часто одного пола) вместе. Образует меньшие группы и иногда кормятся вместе с L. nemoricola, L. arctoa и Carpodacus rubicilla, а иногда свободно объединяются с Montifringilla adamsi. В полете образует плотные, стремительные, крутящиеся и колеблющиеся формации, как у L. nemoricola.

### Размножение
Гнездится с июня по август. Колониальный, слабоколониальный или одиночный. В Казахстане были найдены три гнезда в 80–200 м друг от друга, в скале. Самец защищает гнездо и самку, но не территорию. Самец садится рядом с самкой и демонстрирует поднятую голову и направленный вверх клюв, частично расправленные, опущенные и трепещущие крылья, частично поднятый и расправленный хвост, издавая при этом быстрые слабые трели.
Гнездо – рыхлая чашечка из травы, мха, листьев, шерсти и перьев животных, расположенная глубоко в норе, расщелине, под скалами или рыхлыми камнями или в норе грызуна. В кладке 3–5 яиц белого цвета. Насиживает самка, кормит на гнезде самец. Птенцов кормят и ухаживают оба родителя. Птенцы оперяются через 15–17 дней.

## Подвиды и распространение
По данным базы Международного союза орнитологов в составе вида Leucosticte brandti выделяют 7 подвидов:
- L. b. margaritacea (Madarász, G, 1904). Северо-восток Казахстана, юг Сибири, северо-запад Китая;
- L. b. brandti Bonaparte, 1850. Номинативный. Кыргызстан, юго-восток Казахстана, северо-запад Китая;
- L. b. pamirensis Severtsov, 1883. Таджикистан, Кыргызстан, северо-восток Афганистана, запад Китая;
- L. b. haematopygia (Gould, 1851). Гималая от севера Пакистана до Тибета и Бутана;
- L. b. pallidior Bianchi, 1908. Западный и центральный Китай;
- L. b. intermedia Stegmann, 1932. Центральный Китай;
- L. b. walteri (Hartert, EJO, 1904). восто Тибета и юго-запад Китая;

Подвид pamirensis похож на номинативный по количеству чёрного на макушке: имеет серый затылок и мантию, более выраженные тёмные полосы на мантии и спине, кончики перьев надхвостья красноватые, лицо серое или светло-серое, но уздечка иногда черноватая ниже глаза. Грудь до живота и бока — серые.
Подвид pallidior имеет мантию и спину как у номинативного подвида, но чёрную макушку и затылок с более коричневыми (или тёмно-коричневыми) верхними затылочными частями, щёку и ушные покровы коричневые, уздечка черноватая. Отсутствуют красные кончики на серых малых кроющих. Подбородок и горло серые или бледно-бежевые.
Самец подвида haematopygia в период размножения имеет черновато-коричневый лоб до затылка, мантию и плечи. Кончики надхвостья более красноватые. Малые кроющие светло-серые (без красноватых кончиков). Лицо до уздечки и подбородка — коричнево-черное со стороны шеи светло-коричневого цвета. Самка имеет менее обширный черноватый капюшон, более светлое горло и менее пятнистое надхвостье.
Подвид margaritacea более простой по цвету серого оттенка по сравнению с другими подвидами: лоб и нижняя часть тела более светлые, серебристо-серые. Красноватые кончики в перьях крыла доходят до краев внешних первичных перьев.